# Lorenzo Ebecilio
Lorenzo Ebecilio (Hoorn, 24 september 1991) is een Nederlandse voormalige voetballer die bij voorkeur als aanvaller speelt. Hij speelde onder meer voor voor Ajax, Metaloerh Donetsk, FC Qabala, Mordovia, Anzji Machatsjkala, APOEL Nicosia, Rode Ster Belgrado en Júbilo Iwata.

## Clubcarrière

### Ajax
Ebecilio begon zijn voetbalcarrière bij De Blokkers uit Blokker. Al snel viel zijn talent op en werd hij gescout door Hollandia. Hier presteerde hij goed en AZ plukte hem weg uit Hoorn. Bij AZ ontwikkelde Ebecilio zich door, maar door een plotselinge hartstilstand debuteerde Ebecilio nooit voor AZ. Ebecilio trok terug naar Hoorn om wederom voor Hollandia te spelen. Hier kreeg hij zijn niveau terug, waardoor Ajax hem uitnodigde.
Lorenzo Ebecilio debuteerde op 12 december 2010 in de uitwedstrijd tegen Vitesse. Hij startte in de basis, op de linksbuitenpositie. Zijn eerste thuiswedstrijd voor Ajax was tegen AZ voor de KNVB beker, deze wedstrijd werd gewonnen door Ajax met 1-0, Lorenzo Ebecilio werd gekozen tot "man of the match". Hij vond het speciaal dat hij tegen AZ mocht spelen zei Ebecilio. "Als ik tegen AZ speel wil ik ze het liefst helemaal afmaken" zei hij na afloop.
Op 3 maart 2011 scoorde Ebecilio zijn eerste goal voor Ajax, in de halve finale van de beker, tegen RKC Waalwijk. Drie dagen later, op 6 maart 2011 scoorde Ebecilio opnieuw, ditmaal was dat zijn eerste goal in de eredivisie, tegen AZ. Ebecilio tekende op 26 april 2011 bij, hij tekende een contract tot medio 2014. In het seizoen 2010/11 werd Ebecilio landskampioen met Ajax.
Het seizoen 2011/12 verliep voor Ebecilio onrustig, voor de linksbuitenpositie kreeg hij er een concurrent bij, te weten Derk Boerrigter. Ebecilio was bij tijd en wijle geen basisspeler en viel zo nu en dan ongelukkig in. Op 4 maart 2012 viel Ebecilio aan het begin van de thuiswedstrijd tegen Roda JC in voor de geblesseerde Miralem Sulejmani. Gedurende deze wedstrijd werd hij vaak uitgefloten door het thuispubliek, omdat hij in de veertigste minuut de bal verspeelde, waarna Roda JC kon scoren. Ebecilio revancheerde zich hierop door in de tweede helft drie doelpunten te maken.

### Metaloerh Donetsk
Op 13 januari 2013 werd bekend dat Ebecilio bij Metallurg Donetsk gaat spelen. Hij leverde Ajax €100.000 op. Op 2 februari 2013 maakte Ebecilio zijn debuut voor Metallurg Donetsk in een uitwedstrijd bij Metalist Charkov (3-2 verlies).

### Verhuur aan FC Qabala
Op 7 juni 2013 werd bekendgemaakt dat Ebecilio na een half jaar vertrok bij Metallurg Donetsk. Hij tekende een contract voor een jaar bij FC Qabala uit Azerbeidzjan.
Op 31 augustus 2013 scoorde Ebecilio zijn eerste officiële doelpunt voor Qabala. In een thuiswedstrijd tegen Khazar Lenkoran zette hij in de 61e minuut de ploeg op 2-0, dit was tevens de eindstand. Op 2 augustus 2013 maakte Ebecilio zijn debuut voor Gabala in een competitiewedstrijd, uit bij FK Baki (2-1 winst).

### Verhuur aan Mordovia Saransk
Op 24 juli 2014 werd bekendgemaakt dat Ebecilio door Metallurg Donetsk een jaar verhuurd werd aan Mordovia Saransk. Ebecilio maakte op 2 augustus 2014 zijn officiële debuut voor Mordovia in een Premjer-Ligawedstrijd uit tegen FK Oeral die met 3-2 werd gewonnen. Ebecilio begon in de basis, maar viel uit met een gebroken linkerscheenbeen. Hij maakte ruim een half jaar later zijn rentree in de competitiewedstrijd tegen Amkar Perm. Zijn eerste officiële doelpunt voor Mordovia scoorde Ebecilio op 4 mei 2015 in de uitwedstrijd tegen FK Oefa die met 2-1 werd gewonnen.

### Anzji Machatsjkala
Ebecilio tekende op 7 juli 2015 een contract voor drie seizoenen bij Anzji Machatsjkala. Hij maakte op 19 juli 2015 zijn officiële debuut voor Anzji in een competitiewedstrijd thuis tegen Krylja Sovetov Samara die met 1-0 werd verloren. Ebecilio kwam kort na rust in de ploeg voor Leonardo. In januari 2017 werd zijn contract bij Anzji ontbonden.

### APOEL Nicosia
In januari 2017 tekende Ebecilio een contract voor tweeënhalf seizoen bij APOEL Nicosia. In de seizoenen 2016/17 en 2017/18 werd hij Cypriotisch landskampioen met de club.

### Rode Ster Belgrado
In juni 2018 tekende Ebecilio een contract voor twee seizoenen bij Rode Ster Belgrado met een optie tot nog een jaar. Hij scoorde in de voorronde van de Champions League al meteen tegen Sūduva Marijampolė uit Litouwen. In het seizoen 2018/19 werd hij Servisch landskampioen met de club.

### Júbilo Iwata
Eind juli 2019 ging Ebecilio naar het Japanse Júbilo Iwata. Op 3 maart 2020 werd zijn contract door Júbilo Iwata beëindigd vanwege herhaaldelijke overtreding van de clubregels. In oktober 2020 ketste een overgang naar het Roemeense FC Voluntari af op het contract.

### Achyronas Liopetri en Makedonikos
Op 23 december 2021 sloot hij, na een proefperiode, aan bij het Cypriotische Enosi Neon Achyronas Liopetri dat uitkomt in de B' Kategoria. De tweede helft van 2022 kwam hij uit voor het Griekse AS Makedonikos in de Super League 2.

## Carrièrestatistieken
| Seizoen         | Club               | Competitie       | Competitie | Competitie | Beker | Beker | Internationaal | Internationaal | Totaal | Totaal |
| Seizoen         | Club               | Competitie       | Wed.       | Dlp.       | Wed.  | Dlp.  | Wed.           | Dlp.           | Wed.   | Dlp.   |
| --------------- | ------------------ | ---------------- | ---------- | ---------- | ----- | ----- | -------------- | -------------- | ------ | ------ |
| 2010/11         | Ajax               | Eredivisie       | 16         | 3          | 4     | 2     | 4              | 0              | 24     | 5      |
| 2011/12         | Ajax               | Eredivisie       | 22         | 6          | 1     | 0     | 5              | 0              | 28     | 6      |
| 2012/13         | Ajax               | Eredivisie       | 0          | 0          | 0     | 0     | —              | —              | 0      | 0      |
| 2012/13         | Metaloerh Donetsk  | Premjer Liha     | 6          | 0          | 0     | 0     | —              | —              | 6      | 0      |
| 2013/14         | → FC Qabala        | Premyer Liqası   | 32         | 8          | 1     | 0     | —              | —              | 33     | 8      |
| 2014/15         | → Mordovia Saransk | Premjer-Liga     | 10         | 2          | 0     | 0     | —              | —              | 10     | 2      |
| 2015/16         | Anzji Machatsjkala | Premjer-Liga     | 27         | 2          | 2     | 0     | —              | —              | 29     | 2      |
| 2016/17         | Anzji Machatsjkala | Premjer-Liga     | 13         | 1          | 1     | 0     | —              | —              | 14     | 1      |
| 2016/17         | Apoel Nicosia      | Protathlima Cyta | 8          | 2          | 0     | 0     | 3              | 0              | 11     | 2      |
| 2017/18         | Apoel Nicosia      | Protathlima Cyta | 29         | 8          | 1     | 0     | 10             | 0              | 40     | 8      |
| 2018/19         | Rode Ster Belgrado | Super Liga       | 19         | 2          | 2     | 0     | 9              | 1              | 30     | 3      |
| 2019            | Júbilo Iwata       | J1 league        | 3          | 0          | 1     | 0     | —              | —              | 4      | 0      |
| Carrière totaal | Carrière totaal    | Carrière totaal  | 185        | 34         | 13    | 2     | 31             | 1              | 229    | 37     |

## Interlandcarrière

### Jeugdelftallen
Ebecilio begon zijn loopbaan als jeugdinternational bij Nederland onder 16. Voor dit team kwam hij vier wedstrijden in actie. Ebecilio kwalificeerde zich met Nederland onder 17 voor het EK 2008 onder 17 in Turkije. Op dit EK kwam Ebecilio drie duels in actie. Nederland onder 17 werd in de halve finale uitgeschakeld door Spanje onder 17. Met Nederland onder 19 kwalificeerde hij zich opnieuw voor het jeugd-EK. Ditmaal voor het EK 2010 onder 17 in Frankrijk. Nederland kwam op dit EK niet verder dan de groepsfase. Tot slot speelde Ebecilio in 2012 nog eenmalig voor Nederland onder 20. In 2011 speelde Ebecilio twee vriendschappelijke wedstrijden voor Jong Oranje. Deze wedstrijden werden door Jong Oranje allebei verloren.
| Jeugdinterlands van Lorenzo Ebecilio | Jeugdinterlands van Lorenzo Ebecilio | Jeugdinterlands van Lorenzo Ebecilio | Jeugdinterlands van Lorenzo Ebecilio | Jeugdinterlands van Lorenzo Ebecilio | Jeugdinterlands van Lorenzo Ebecilio |
| Team (№ interlands)                  | Datum                                | Wedstrijd                            | Uitslag                              | Soort Wedstrijd                      | Doelpunten                           |
| Als speler bij Ajax                  | Als speler bij Ajax                  | Als speler bij Ajax                  | Als speler bij Ajax                  | Als speler bij Ajax                  | Als speler bij Ajax                  |
| ------------------------------------ | ------------------------------------ | ------------------------------------ | ------------------------------------ | ------------------------------------ | ------------------------------------ |
| Onder 16 (1.)                        | 17 februari 2007                     | Slowakije - Nederland                | 0 – 1                                | Torneio Int. de Santarém '07         |                                      |
| Onder 16 (2.)                        | 18 februari 2007                     | Nederland - België                   | 0 – 2                                | Torneio Int. de Santarém '07         |                                      |
| Onder 16 (3.)                        | 20 februari 2007                     | Portugal - Nederland                 | 0 – 0                                | Torneio Int. de Santarém '07         |                                      |
| Onder 16 (4.)                        | 14 maart 2007                        | Italië - Nederland                   | 2 – 1                                | Vriendschappelijk                    |                                      |
| Onder 17 (1.)                        | 20 september 2007                    | Duitsland - Nederland                | 2 – 0                                | U17 Vier-Nationen-Turnier            |                                      |
| Onder 17 (2.)                        | 24 september 2007                    | Nederland - België                   | 0 – 0                                | U17 Vier-Nationen-Turnier            |                                      |
| Onder 17 (3.)                        | 10 oktober 2007                      | Nederland - Griekenland              | 1 – 0                                | Vriendschappelijk                    |                                      |
| Onder 17 (4.)                        | 23 oktober 2007                      | Nederland - Albanië                  | 3 – 0                                | EK-kwalificatie '08                  |                                      |
| Onder 17 (5.)                        | 25 oktober 2007                      | Letland - Nederland                  | 1 – 3                                | EK-kwalificatie '08                  |                                      |
| Onder 17 (6.)                        | 28 oktober 2007                      | Nederland - Frankrijk                | 1 – 0                                | EK-kwalificatie '08                  |                                      |
| Onder 17 (7.)                        | 6 februari 2008                      | Nederland - Oekraïne                 | 1 – 0                                | La Manga '08                         |                                      |
| Onder 17 (8.)                        | 8 februari 2008                      | Noorwegen - Nederland                | 0 – 0                                | La Manga '08                         |                                      |
| Onder 17 (9.)                        | 13 maart 2008                        | Nederland - Bosnië en Herzegovina    | 0 – 1                                | EK-kwalificatie '08                  |                                      |
| Onder 17 (10.)                       | 18 maart 2008                        | Hongarije - Nederland                | 0 – 2                                | EK-kwalificatie '08                  |                                      |
| Onder 17 (11.)                       | 07 mei 2008                          | Nederland - Servië                   | 1 – 0                                | EK 2008 groepsfase                   |                                      |
| Onder 17 (12.)                       | 10 mei 2008                          | Nederland - Schotland                | 2 – 0                                | EK 2008 groepsfase                   |                                      |
| Onder 17 (13.)                       | 13 mei 2008                          | Spanje - Nederland                   | 2 – 1                                | EK 2008 halve finale                 |                                      |
| Onder 19 (1.)                        | 5 september 2009                     | Ierland - Nederland                  | 1 – 1                                | 4-landentoernooi Ierland '09         | 76'                                  |
| Onder 19 (2.)                        | 6 september 2009                     | Nederland - Portugal                 | 3 – 1                                | 4-landentoernooi Ierland '09         | 75'                                  |
| Onder 19 (3.)                        | 8 september 2009                     | Turkije - Nederland                  | 1 – 3                                | 4-landentoernooi Ierland '09         |                                      |
| Onder 19 (4.)                        | 12 november 2009                     | Nederland - Malta                    | 1 – 0                                | EK-kwalificatie 2010                 |                                      |
| Onder 19 (5.)                        | 17 november 2009                     | Tsjechië - Nederland                 | 0 – 1                                | EK-kwalificatie 2010                 | 41'                                  |
| Onder 19 (6.)                        | 12 mei 2010                          | Nederland - Zuid-Korea               | 1 – 0                                | Vriendschappelijk                    |                                      |
| Onder 19 (7.)                        | 18 mei 2010                          | Nederland - Slowakije                | 0 – 0                                | EK-kwalificatie 2010                 |                                      |
| Onder 19 (8.)                        | 20 mei 2010                          | Nederland - Polen                    | 2 – 0                                | EK-kwalificatie 2010                 |                                      |
| Onder 19 (9.)                        | 23 mei 2010                          | Duitsland - Nederland                | 0 – 3                                | EK-kwalificatie 2010                 |                                      |
| Onder 19 (10.)                       | 18 juli 2010                         | Frankrijk - Nederland                | 4 – 1                                | EK 2010 groepsfase                   |                                      |
| Onder 19 (11.)                       | 21 juli 2010                         | Nederland - Engeland                 | 1 – 0                                | EK 2010 groepsfase                   |                                      |
| Onder 19 (12.)                       | 24 juli 2010                         | Nederland - Oostenrijk               | 0 – 1                                | EK 2010 groepsfase                   |                                      |
| Onder 20 (1.)                        | 29 februari 2012                     | Nederland - Denemarken               | 3 – 0                                | Vriendschappelijk                    |                                      |
| Onder 21 (1.)                        | 9 februari 2011                      | Nederland – Tsjechië                 | 0 – 1                                | Vriendschappelijk                    |                                      |
| Onder 21 (2.)                        | 25 maart 2011                        | Nederland – Duitsland                | 1 – 3                                | Vriendschappelijk                    |                                      |

## Erelijst
| Competitie         |        |                  |      |      |
| Competitie         | Aantal | Jaren            |      |      |
| Ajax               | Ajax   | Ajax             | Ajax | Ajax |
| ------------------ | ------ | ---------------- | ---- | ---- |
| Eredivisie         | 2x     | 2010/11, 2011/12 |      |      |
| APOEL Nicosia      |        |                  |      |      |
| Cyta Championship  | 2x     | 2016/17, 2017/18 |      |      |
| Rode Ster Belgrado |        |                  |      |      |
| SuperLiga          | 1x     | 2018/19          |      |      |

## Familie
Ibad Muhamadu en Roland Alberg zijn ooms van Lorenzo Ebecilio. In 2005 kreeg Ebecilio bij de tandarts een hartstilstand. Hij werd gereanimeerd door Alberg en de tandarts. Hij is familie (achter-achterneef) van voetballer Kyle Ebecilio.